# 소앤틸리스 제도

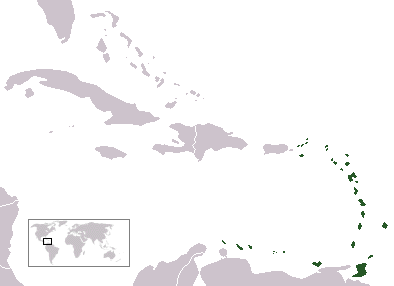
소앤틸리스 제도 (녹색)

소앤틸리스 제도(영어: Lesser Antilles, 네덜란드어: Kleine Antillen, 프랑스어: Petites Antilles, 파피아멘토어: Antiyas Minores, 스페인어: Antillas Menores, 포르투갈어: Pequenas Antilhas, 문화어: 소안띨제도)는 카리브 제도(서인도 제도)에서 대앤틸리스 제도와 함께 앤틸리스 제도를 이룬다. 소앤틸리스 제도에는 버진아일랜드, 앵귈라, 세인트키츠 네비스, 앤티가 바부다, 영국령 몬트세랫, 프랑스령 과들루프, 도미니카 연방, 프랑스령 마르티니크, 세인트루시아, 세인트빈센트 그레나딘, 바베이도스, 그레나다, 트리니다드 토바고, 네덜란드령 앤틸리스 제도가 속해있다. 대부분 스페인의 식민지였기 때문에 스페인의 영향을 많이 받았다. 남서부는 리워드앤틸리스 제도라고 한다.

## 같이 보기
- 대앤틸리스 제도
- 루케이언 제도
- 동카리브 국가 기구